# 繞固定軸旋轉

圍繞其一個直徑旋轉的球體

繞固定軸旋轉或軸向旋轉是在三維空間中圍繞旋轉軸固定、靜止不動，或靜止等特殊情況的旋轉運動。這種類型的運動排除了暫態旋轉軸改變其指向的可能性，並且不能描述擺動或進動等現象。根據歐拉旋轉定理，不可能同時沿著多個靜止軸進行旋轉；如果同時強制進行兩次旋轉，將產生一個新的旋轉軸。
這個概念假設旋轉也是穩定的，因此不需要扭矩來保持旋轉。圍繞剛體的固定軸旋轉的運動學和動力學在數學上比剛體的自由旋轉簡單得多；它們完全類似於沿著單一固定方向的線性運動，這對於「剛體的自由旋轉」是不正確的。物體的動能和物體各部分上的力的運算式，對於繞固定軸的旋轉也比一般旋轉運動更簡單。由於這些原因，在學生掌握了線性運動之後，通常在物理入門課程中教授繞固定軸旋轉；在物理學入門課上，通常不會普遍教授全部的旋轉運動。

## 平移和旋轉

旋轉的一個例子。蝸杆傳動的每個部分，包括蝸杆和蝸輪，都在自己的軸上旋轉。

「剛體」是一個範圍有限的物體，其中組成粒子之間的所有距離都是恆定的。外力可以使任何實體變形，所以不存在真正的剛體。因此，就我們的目的而言，剛體是一種需要很大的力才能使其明顯變形的固體。
粒子在三維空間中的位置變化，可以完全由三個座標指定。剛體位置的變化更難描述。它可以被視為兩種不同類型的運動的組合：平移運動和圓周運動。
當物體的每個粒子都具有與其它粒子相同的暫態速度時，就會發生純粹的「平移運動」；那麼任何粒子所追跡到的路徑都與該物體中其它粒子所追跡的路徑完全平行。在平移運動下，剛體位置的變化完全由三個座標指定，如「x」、「y」和「z」，給出固定到剛體的任何點，例如質心，的位移。
如果物體中的每個粒子都繞著一條線在一個圓圈內運動，就會發生純粹的「旋轉運動」。這條線被稱為旋轉軸。然後，從軸到所有粒子的半徑向量同時經歷相同的角位移。旋轉軸不需要穿過該物體。通常，任何旋轉都可以完全由相對於直角坐標軸「x」、「y」和「z」的三個角位移來指定。因此，剛體位置的任何變化都完全由三個平移座標和三個旋轉座標來描述。
剛體的任何位移都可以通過首先使剛體經歷位移然後旋轉，或者相反地，經歷旋轉然後位移來實現。我們已經知道，對於任何一組粒子，無論是在靜止狀態下，如在剛體中，還是在相對運動中，如外殼的爆炸碎片，質心的加速度由下式給出 
{\displaystyle F_{\mathrm {net} }=Ma_{\mathrm {cm} }}
其中「M」是系統的總質量，「a」cm是質心的加速度。還有一個問題是描述物體繞質心的旋轉，並將其與作用在物體上的外力聯系起來。「繞單軸旋轉運動」的運動學和動力學類似於平移運動的運動學和力學；圍繞單軸的旋轉運動甚至有一個類似於粒子動力學的功能定理。

## 運動學

### 角位移
給定一個粒子沿著半徑為{\displaystyle r}的圓的圓周移動，並移動了一段弧長{\displaystyle s}，其角位置相對於其初始位置為{\displaystyle \ theta}，其中
{\displaystyle \theta ={\frac {s}{r}}}.
在數學和物理學中，通常將平面角的單位弧度視為1，而通常省略它。單位轉換如下：
{\displaystyle 360^{\circ }=2\pi {\text{ rad}}\,,\quad 1{\text{ rad}}={\frac {180^{\circ }}{\pi }}\approx 57.27^{\circ }.}
角位移是角位置的變化：
{\displaystyle \Delta \theta =\theta _{2}-\theta _{1},}
其中{\displaystyle \Delta \theta }是角位移，{\displaystyle \theta _{1}}是初始角位置，{\displaystyle \theta _{2}}是最終角位置。

### 角速度
單位時間內角位移的變化稱為沿旋轉軸方向的角速度。角速度的符號為{\displaystyle \omega }，單位通常為rads−1。角速度是角速度向量的大小。
{\displaystyle {\overline {\omega }}={\frac {\Delta \theta }{\Delta t}}={\frac {\theta _{2}-\theta _{1}}{t_{2}-t_{1}}}.}
暫態角速度由下式給出
{\displaystyle \omega (t)={\frac {d\theta }{dt}}.}
使用角位置的公式並讓
{\displaystyle v={\frac {ds}{dt}}}， 我們也有
{\displaystyle \omega ={\frac {d\theta }{dt}}={\frac {v}{r}},}
其中{\displaystyle v}是粒子的平移速度。
角速度和頻率的關係如下
{\displaystyle \omega ={2\pi f}\,.}

### 角加速度
角速度的變化表明剛體中存在角加速度，通常以rads−2為單位量測。經歷一段時間Δt上的平均角加速度{\displaystyle {\overline {\alpha }}}由下式給出： 
{\displaystyle {\overline {\alpha }}={\frac {\Delta \omega }{\Delta t}}={\frac {\omega _{2}-\omega _{1}}{t_{2}-t_{1}}}.}
暫態加速度α(t) 由下式給定：
{\displaystyle \alpha (t)={\frac {d\omega }{dt}}={\frac {d^{2}\theta }{dt^{2}}}.}
因此，正如加速度是速度的變化速率一樣，角加速度是角速度的變化率。
旋轉物體上任一點的平移加速度由下式給出
{\displaystyle a=r\alpha ,}
其中的「r」是到旋轉軸的半徑或距離。這也是加速度的切向分量：它與點的運動方向相切。如果該分量為0，則運動為等速率圓周運動，並且速度僅在方向上變化。
徑向加速度（垂直於運動方向）由下式給出
{\displaystyle a_{\mathrm {R} }={\frac {v^{2}}{r}}=\omega ^{2}r\,.}
它指向旋轉運動的中心，通常被稱為「向心加速度」。
角加速度是由轉矩引起的，根據正負角頻率的約定，轉矩]可以具有正值或負值。扭矩和角加速度之間的關係（啟動、停止或以其它方向改變旋轉的難度）由慣性矩給出：{\displaystyle T=I\alpha }.

### 運動學方程
當角加速度恆定時，角位移的五個量{\displaystyle \theta }、初始角速度{\displaystyle \omega _{1}}、最終角速度{\displaystyle \omega _{2}}、角加速度、{\displaystyle \alpha }、和時間{\displaystyle t}可以通過四個運動學方程來關聯：
{\displaystyle {\begin{aligned}\omega _{2}&=\omega _{1}+\alpha t\\\theta &=\omega _{1}t+{\tfrac {1}{2}}\alpha t^{2}\\\omega _{2}^{2}&=\omega _{1}^{2}+2\alpha \theta \\\theta &={\tfrac {1}{2}}\left(\omega _{2}+\omega _{1}\right)t\end{aligned}}}

## 動力學

### 慣性矩
物體的慣性矩，以{\displaystyle I}表示，是衡量物體對其旋轉變化的阻力。慣性矩以千克-米²（kg m2）為單位量測。它取決於物體的質量：增加物體的質量會增加慣性矩。它還取決於質量的分佈：距離旋轉中心越遠的質量分佈會在更大程度上增大慣性矩。對於質量為{\displaystyle m}，且距離旋轉軸{\displaystyle r}的單顆粒子，慣性矩由下式給出
{\displaystyle I=mr^{2}.}

### 扭矩
扭矩{\displaystyle {\boldsymbol {\tau }}}是施加在旋轉物體上的力「F」的扭曲效應，該旋轉物體位於距離其旋轉軸「r」的位置。
在數學上，
{\displaystyle {\boldsymbol {\tau }}=\mathbf {r} \times \mathbf {F} ,}
其中，×表示叉積。作用在物體上的淨轉矩將根據
{\displaystyle {\boldsymbol {\tau }}=I{\boldsymbol {\alpha }},}
就像線性動力學中的F = ma一樣
作用在物體上的扭矩所做的功等於扭矩的大小乘以施加扭矩的角度
{\displaystyle W=\tau \theta .}
扭矩的功率等於扭矩每單位時間所做的功，因此：
{\displaystyle P=\tau \omega .}

### 角動量
角動量{\displaystyle \mathbf {L} }是衡量旋轉物體促其靜止難易度的量。它由下式給定：
{\displaystyle \mathbf {L} =\sum \mathbf {r} \times \mathbf {p} ,} 
其中的總和是取對象中所有粒子的總和。
角動量是慣性矩和角速度的乘積：
{\displaystyle \mathbf {L} =I{\boldsymbol {\omega }},}
就像線性動力學中的p = mv。 
旋轉運動中的攪動量類似於線性運動中的動量。旋轉物體（如陀螺）的角動量越大，其繼續旋轉的趨勢就越大。
旋轉物體的角動量與其質量和旋轉速度成正比。此外，角動量取決於質量相對於旋轉軸的分佈方向：質量離旋轉軸越遠，角動量就越大。與質量和旋轉速度相同的空心圓柱體相比，像唱片轉盤這樣的平板具有更小的角動量。
像線性動量一樣，角動量也是向量，其守恆意味著自旋軸的方向往往保持不變。由於這個原因，旋轉的陀螺保持直立，而靜止的陀螺則立即翻轉
角動量方程可用於將物體繞軸的合力矩（有時稱為力矩）與繞該軸的旋轉速率聯系起來。
扭矩和角動量根據
{\displaystyle {\boldsymbol {\tau }}={\frac {d\mathbf {L} }{dt}},}
正如線性動力學中的F = dp/dt。在沒有外部力矩的情况下，物體的角動量保持不變。角動量守恆在花樣滑冰中得到了顯著的證明：在旋轉過程中，當將手臂拉近身體時，慣性矩會减小，因此角速度會增加。

### 動能
由物體旋轉引起的動能{\displaystyle K_{\text{rot}}}由下式給出：
{\displaystyle K_{\text{rot}}={\frac {1}{2}}I\omega ^{2},}
就像線性動力學中的{\displaystyle K_{\text{trans}}={\tfrac {1}{2}}mv^{2}}。
動能是運動的能量。在兩個變數中發現的平移動能的量：
物體的質量（{\displaystyle m}）和物體的速度（{\displaystyle v}），如上述方程所示。動能必須始終為零或正值。

## 向量運算式
上述發展是一般旋轉運動的一個特殊情况。在一般情况下，角位移、角速度、角加速度和轉矩被認為是向量。
角位移被認為是沿著軸指向的向量，其大小等於{\displaystyle \Delta \theta }的大小。使用右手定則來找出它沿軸指向的方向；如果右手的手指以物體旋轉的方向捲曲指向，那麼右手的拇指指向向量的方向。
角速度向量也以與其引起的角位移沿著旋轉軸指向相同的方向。如果從上方看，圓盤逆時針旋轉，其角速度向量指向上方。類似地，角加速度向量沿著旋轉軸指向與角速度相同的方向，如果角加速度保持很長時間，則角速度將指向該方向。
轉矩向量的指向傾向於引起旋轉的軸轉矩。為了保持圍繞固定軸的旋轉，總轉矩向量必須沿著軸，這樣它只會改變角速度向量的大小，而不會改變方向。在鉸鏈的情况下，只有扭矩向量沿軸線的分量對旋轉有影響，其它力和扭矩由結構補償。

## 數學表示
旋转的轴角表示用两个值参数化了旋转: 一个轴或直线，和描述绕这个轴的旋转量的一个角。它也叫做旋转的指数坐标。

## 示例和應用

### 恆定角速度
繞固定軸旋轉的最簡單情况是角速度不變，那麼總扭矩為零。以地球繞其軸線旋轉為例，摩擦力很小。對於風扇，電機施加扭矩以補償摩擦。與風扇類似，在製造業中發現大規模生產的設備可以有效地演示圍繞固定軸的旋轉。例如，多軸車床用於在其軸線上旋轉資料，以有效提高切割、變形和車削操作的生產率。旋轉角是時間的線性函數，模360°是週期函數。
這方面的一個例子是具有圓形軌道的二體問題。

### 向心力
內部應力提供使旋轉物體保持在一起的向心力。剛體模型忽略了伴隨的應變 (材料科學)。如果物體不是剛性的，這種應變將導致它改變形狀。這表示為物體由於「離心力」而改變形狀。
繞彼此旋轉的天體通常有橢圓軌道，圓軌道的特殊情况是繞固定軸旋轉的一個例子：該軸是垂直於運動平面，穿過質心的線。向心力由重力提供，另見二體問題。這通常也適用於旋轉的天體，因此，除非角速度相對於其密度太高，它不需要是固體才能保持在一起（然而，它將傾向於變成扁球體。）。例如，一個旋轉的水天體，無論大小，其旋轉週期都必須高於3小時18分鐘才能，否則水就會分離。如果流體的密度更高，則時間可以更短。參見軌道週期。

## 旋轉平面
旋轉面、旋轉平面，是一個用於描述空間旋轉的抽像概念。
十維以下的旋轉平面數量如下表所示：
| 維數     | 零 | 一 | 二 | 三 | 四 | 五 | 六 | 七 | 八 | 九 | 十 |
| 旋轉平面 | 0  | 0  | 1  | 1  | 2  | 2  | 3  | 3  | 4  | 4  | 5  |

旋轉平面主要用作描述四維空間及以上的旋轉，將高維旋轉分解為簡單的幾何代數描述。 
數學上，旋轉平面可用多種方式描述。可用平面和旋轉角度來描述，可用克利福德代數的二重向量來描述。旋轉平面又與旋轉矩陣的特徵值和特徵向量有關。 
In three dimensions it is an alternative to the axis of rotation, but unlike the axis of rotation it can be used in other dimensions, such as two, four or more dimensions.
旋轉平面在二維和三維中使用不多，因為在二維中只有一個平面（因此，識別旋轉平面是微不足道的並且很少這樣做），而在三維中旋轉軸具有相同的目的，並且是更成熟的方法。